# Wspólnota Sióstr Uczennic Krzyża
Wspólnota Sióstr Uczennic Krzyża (Communio Sororum Discipularum Crucis), CSDC – katolicka żeńska wspólnota zakonna założona w 1982 roku przez s. Helenę Christianę Mickiewicz. Ich konstytucje zostały zatwierdzone 29 stycznia 2012. Od 14 września 2015 istnieje jako wspólnota prawnie zatwierdzona przez władzę kościelne na poziomie prawa diecezjalnego. Charyzmatem wspólnoty jest zaangażowanie i posługa na rzecz apostolstwa ludzi świeckich w Kościele. 
Uczennicą Krzyża jest m.in. s. Nulla Lucyna Garlińska, cudownie uzdrowiona za wstawiennictwem kardynała Stefana Wyszyńskiego i ten cud stał się podstawą jego beatyfikacji we wrześniu 2021 roku.

## Domy zakonne[6]
- Dom Generalny Dom pw. Jasnogórskiej Matki Kościoła Centrum Formacji Świeckich - Szczecin Stołczyn, ul. Kościelna 4a
- Dom pw. Matki Bożej Miłosierdzia - Szczecin, Parafia Świętej Rodziny w Szczecinie ul. Królowej Korony Polskiej 27
- Dom pw. Matki Bożej Zawierzenia - Szczecin, ul. Papieża Pawła VI nr 6
- Brzeg, Plac Zamkowy 2
- Dom pw. Maryi Matki Kościoła Centrum Formacji Rodziny - Czmoniec; ul. Magnoliowa 1
- Dom kontemplacyjny pw. Wszystkich Świętych - Czmoniec; ul. Magnoliowa 16
- Dom pw. św. Jana Chrzciciela - Mosina, ul. Szkolna 2
- Dom pw. św. Maksymiliana Kolbe - Poznań, ul. Malwowa 83b
- Dom pw. Matki Bożej z Lourdes - Warszawa Praga, ul. Wileńska 69
- Dom pw. Matki Bożej z Betlejem - Świnoujście Przytór, ul. Szmaragdowa 6
- Dom Diecezjalny TABOR - Rzeszów, ul. Połonińska 25[6]
- Dom - Skrzatusz, ul. K. Kadrzyckiej 4[6]
- Dom Nowicjatu pw. św. Teresy od Dzieciatka Jezus - Skrzatusz, ul. K. Kadrzyckiej 4[6]
- Dom pw. bł. Stefana Wyszyńskiego - Kościelisko, ul. Nędzy Kubińca 5

## Strój zakonny
Granatowy habit z błękitnym welonem. W okresie letnim siostry noszą również wersję habitu w kolorze błękitnym. Nowicjuszki zgodnie z tradycją noszą biały welon.